# راب ودل
راب ودل (به انگلیسی: Rob Woodall) نمایندهٔ حوزه انتخابیه هفتم جورجیا از حزب جمهوری‌خواه ایالات متحده آمریکا در مجلس نمایندگان ایالات متحده آمریکا است که برای نخستین‌بار در ۷۳ ژانویه ۲۰۱۱ میلادی به‌عضویت این مجلس درآمد.